# Apno, Cerklje na Gorenjskem
Apno je naselje v Občini Cerklje na Gorenjskem.

## Izvor krajevnega imena
Kraj je verjetno poimenovan po tem, da so v njem nekdaj žgali apno. V starih listinah se kraj omenjeno leta 1300 in Chalch, 1423 dacz dem Chalch in 1426 in loco dicto Kalish.